# Herbert Heidenreich
Herbert Heidenreich (ur. 15 listopada 1954 w Bindlach) – niemiecki piłkarz grający na pozycji napastnika, trener.

## Kariera piłkarska
Herbert Heidenreich karierę piłkarską rozpoczął w juniorach FC Nürnberg, w których grał do 1972 roku, a w latach 1972–1973 reprezentował barwy juniorów SpVgg Bayreuth, po czym przeszedł do występującej w Regionallidze profesjonalnej drużyny klubu, w której był jednym z najbardziej wyróżniających się zawodników, dzięki czemu został zauważony przez działaczy klubu Bundesligi – Borussii Mönchengladbach, w barwach której 14 sierpnia 1976 roku w zremisowanym 1:1 meczu domowym z MSV Duisburg zadebiutował w Bundeslidze. W sezonie 1976/1977 rozegrał 25 meczów ligowych, w których zdobył 2 gole, a także zdobył mistrzostwo Niemiec oraz dotarł do finału Pucharu Europy, w którym 25 maja 1977 roku na Stadio Olimpico w Rzymie Źrebaki przegrały 3:1 z angielskim FC Liverpoolem.
W sezonie 1977/1978 reprezentował barwy klubu 2. Bundesligi – Tennisu Borussia Berlin, a w latach 1978–1984 reprezentował barwy FC Nürnberg, z którym po spadku z Bundesligi w sezonie 1978/1979, w następnym sezonie – sezonie 1979/1980, wygrał rozgrywki 2. Bundesligi, po czym wrócił do krajowej elity, a także w sezonie 1981/1982 dotarł do finału Pucharu Niemiec, w którym 1 maja 1982 roku na Waldstadion we Frankfurcie nad Menem klub przegrał 4:2 z Bayernem Monachium, natomiast w całych tych rozgrywkach rozegrał 11 meczów, w których zdobył 6 goli.
Następnie reprezentował barwy: ponownie SpVgg Bayreuth (1984–1985) oraz VfB Coburg (1987–1988), po czym zakończył piłkarską karierę.
Łącznie w Bundeslidze rozegrał 162 mecze, w których zdobył 15 goli, natomiast w 2. Bundeslidze rozegrał 115 meczów, w których zdobył 32 gole.

## Kariera trenerska
Herbert Heidenreich po zakończeniu kariery piłkarskiej rozpoczął karierę trenerską. Trenował: Quelle Fürth (1989–1991), FSV Bad Windsheim (1995–2010), TV Büchenbach (2010–2015), TSV Kornburg (2015–2018 – awans do Bayernligi w sezonie 2016/2017), a od 2019 roku jest kierownikiem SC Schwabach.

## Sukcesy

### Zawodnicze
Borussia Mönchengladbach
- Mistrzostwo Niemiec: 1977
- Finał Pucharu Europy: 1977

FC Nürnberg
- Awans do 2. Bundesligi: 1980
- Finał Pucharu Niemiec: 1982

### Trenerskie
TSV Kornburg
- Awans do Bayernligi: 2017

## Życie prywatne
Herbert Heidenreich obecnie mieszka w Norymberdze wraz z żoną Angeliką oraz z trzema córkami.